# Мисюк Іван Юрійович
Мисюк Іван Юрійович (29.04.1946-09.01.2020) – мистецтвознавець, майстер художнього оброблення дерева. Член Національної спілки журналістів України. Член Національної спілки майстрів народного мистецтва.

## Біографія
Іван Мисюк народився 29 квітня 1946 року у селищі Делятин Надвірнянського району Івано-Франківській області. 
По отриманню середньої освіти, навчався у Косівському технікумі народних художніх промислів. Вищу освіту отримав у  Івано-Франківському педагогічному інституті. 
По закінченні інституту працював шкільним вчителем у селах  Снідавка, Соколівка, [Яворів (Косівський район)|Яворів]].
У Соколівській школі І. Мисюк заснував та протягом тривалого часу очолював  шкільний краєзнавчий музей, клуб юних любителів мистецтва «Самоцвіт». 
При Соколівському будинку культури ним був створений народний університет образотворчого мистецтва, яким І. Мисюк керував майже 20 років. 
Більш ніж 25 років був художнім керівником ансамблю «Веселка», 
Також І. Мисюк відомий як краєзнавець та фольклорист, автор книг зазначеної тематики. Статті та нариси І. Мисюка неодноразово публікувалися у місцевих ЗМІ.

## Вибрані твори
- «Не хилися, червона калино», 1993;

- «Скарби серця»,1994;

- «Казки, народжені у вогні», 1995;

- «Степан Кулешір – син Карпатських гір», 1997;

- «Мистецька скарбниця», 1998;

- «Дивосвіт Петра Карпанюка», 1998;

- «Різець творить красу», 1998;

- «Весілля на Гуцульщині», 1998;

- «Світлиця душі», 1999;

- «Гуцульські перлини. Фольклор Косівщини», 1999;

- «Гірська веселка», 2000;

- «Мелодії барв», 2001;

- «Вінок золочений», 2002;

- «Весільні передзвони», 2003;

- «Візерунки долі», 2003[5][6].

## Премії
- Літературно-мистецька премія ім. Мирослава Ірчана, 1986;
- Літературна премія ім. Марійки Підгірянки, 2002;
- Районна премія ім. Михайла Павлика, 2003[7][8];
- Літературно-мистецька премія імені Марка Черемшини, 2018[9].